# گرداب (سیرجان)
گرداب، روستایی از توابع بخش گلستان شهرستان سیرجان در استان کرمان است.

## جمعیت
این آبادی در دهستان گلستان قرار دارد و براساس سرشماری مرکز آمار ایران در سال ۱۳۹۵، جمعیت آن ۹ نفر (۴ خانوار) بوده‌است.